# Kryonika
Kryonika (nebo též hibernace) je způsob uchovávání lidí a zvířat, kteří nemohou být udrženi naživu současnou medicínou, dokud nebude možná jejich resuscitace někdy v budoucnu. V současné době je kryoprezervace nevratná, což znamená, že nemohou být přivedeni k životu. Smyslem kryoniky je, že lidé, kteří jsou podle současných medicínských definic mrtví, nemusí být nutně mrtvi podle těch budoucích. Lidé, u kterých nenastala takzvaná informačně teoretická smrt, mohou být v budoucnu z hibernace probuzeni.
Ve Spojených státech amerických může být legálně hibernován pouze ten, kdo byl prohlášen za mrtvého.
Slovo kryonika pochází z řeckého slova κρύος (kryos), což znamená studený.

## Cena za hibernaci
Cena za připravení těla a uložení do tekutého dusíku může činit až 100 000 dolarů. Neuroprezervace (jen uchování hlavy a mozku) vyjde zhruba na 80 000 dolarů.